# Mazda2
Mazda2 — субкомпактный автомобиль японского автопроизводителя Mazda. Второй автомобиль нового модельного ряда Mazda после Mazda 6. Представлен в 2002 году. На азиатском рынке носит имя Demio. Построен на платформе Ford Fiesta.
Пережил четыре поколения: первое — с 1996 по 2002, второе с 2003 по 2007, третье— с 2008 по 2014, четвёртое с 2014 по наше время.

## Второе поколение (DY)
Полностью переработанный Demio, представленный в 2002 году, базировался на платформе DY. Имя Demio осталось на японском рынке, но имя 121 больше не называло этот автомобиль на остальных рынках, а было заменено на более простое — Mazda 2. С момента своего дебюта в 2002 году, автомобили 2 хорошо продавались, в Японии в списке самых продаваемых автомобилей он занял седьмое место.
Разработанная фирмой Ford версия Ford Fusion больше не производится, так как Ford начал импортировать Ford Fiesta на платформе Ford B3, основанной на платформе DY от Mazda. Производство автомобиля для европейского рынка началось на заводе Almussafes Ford в Валенсии, Испания, 20 января 2003 года.

### Безопасность
Автомобиль прошёл тест Euro NCAP в 2004 году:
| Euro NCAP                              | Euro NCAP | Euro NCAP | Euro NCAP |
| -------------------------------------- | --------- | --------- | --------- |
| Рейтинги                               | Пассажир  |           | 26        |
| Рейтинги                               | Ребёнок   |           | 25        |
| Рейтинги                               | Пешеход   |           | 10        |
| Протестированная модель: Mazda2 (2004) |           |           |           |

## Третье поколение (DE)

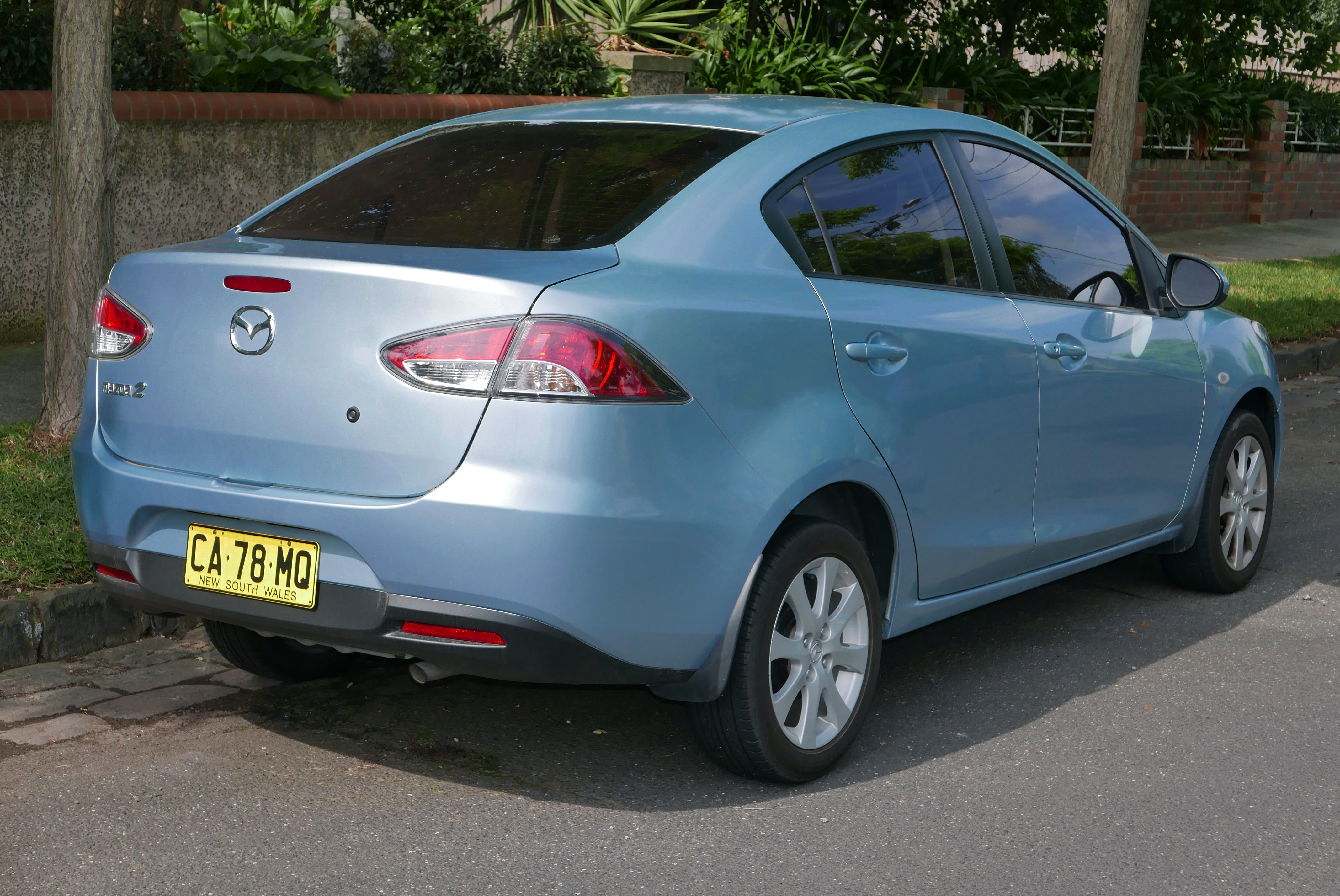
Седан

Новое поколение маленького хетчбэка дебютировало на Женевском автосалоне в 2007 году, затем на автосалоне в Шанхае в том же 2007 году. Новый Mazda2 построен на платформе DE, на ней же построен Ford Fiesta шестого поколения. Платформа DE использует лёгкие материалы и тем самым уменьшает размер автомобиля.
Автомобиль теперь также доступен в кузове седан, который появился на рынках в 2008 году, и собирался в Таиланде и Китае для рынков Южной Америки, Карибских островов, Австралии и Южной Африки.
Продажи автомобиля в Японии стартовали 5 июля 2007 года. В России автомобиль появился в 2008 году, а в Америке в 2010 году.

### Безопасность
Автомобиль прошёл тест Euro NCAP в 2007 году:
| Euro NCAP                              | Euro NCAP | Euro NCAP | Euro NCAP |
| -------------------------------------- | --------- | --------- | --------- |
| Рейтинги                               | Пассажир  |           | 34        |
| Рейтинги                               | Ребёнок   |           | 37        |
| Рейтинги                               | Пешеход   |           | 18        |
| Протестированная модель: Mazda2 (2007) |           |           |           |

В рейтинге германской «Ассоциации технического надзора» (VdTUV) в возрастной категории «от 10 до 11 лет» Mazda2 получил второе место среди самых надежных поддержанных автомобилей 2019 года.

## Четвёртое поколение (DJ)

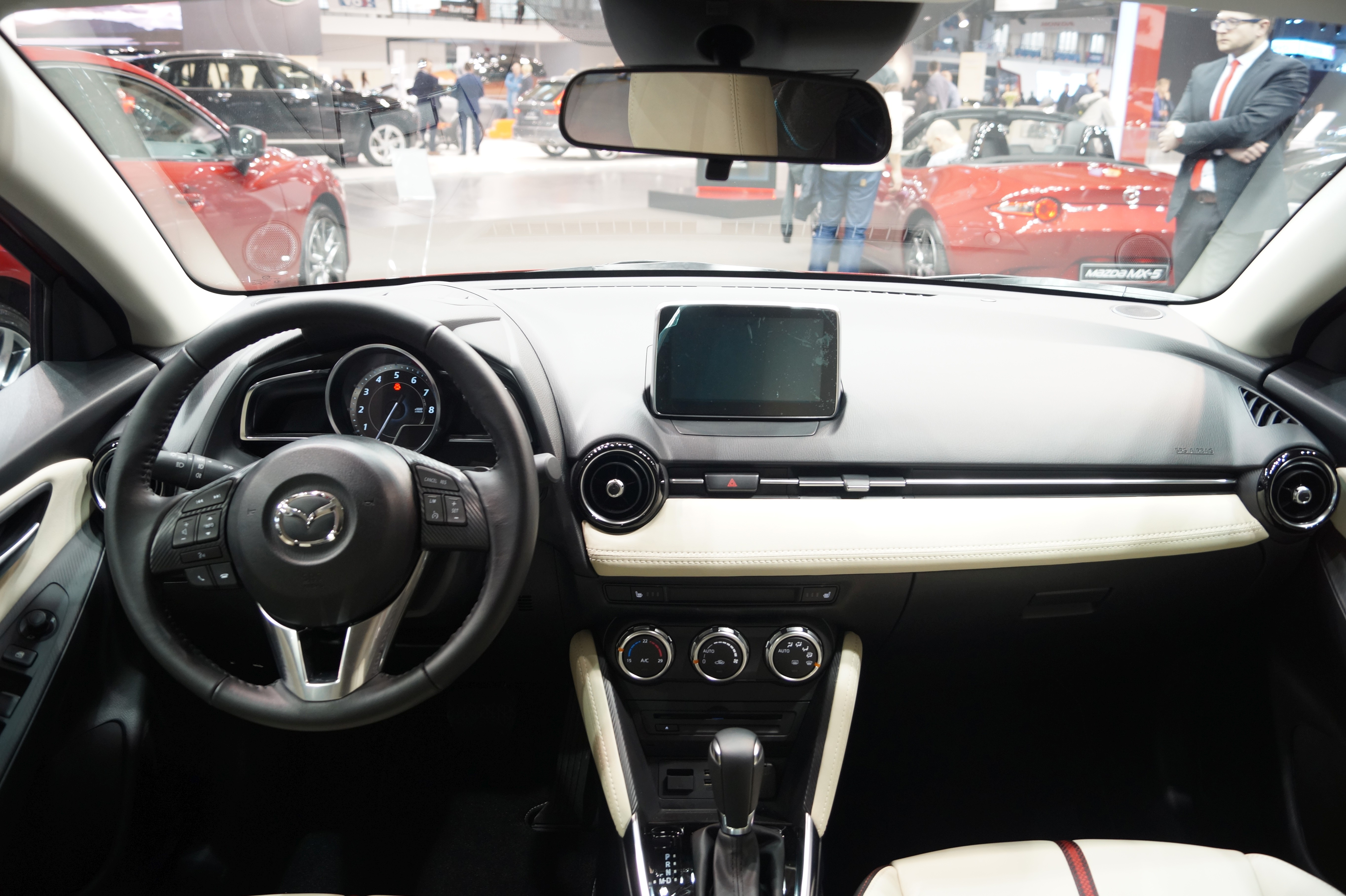
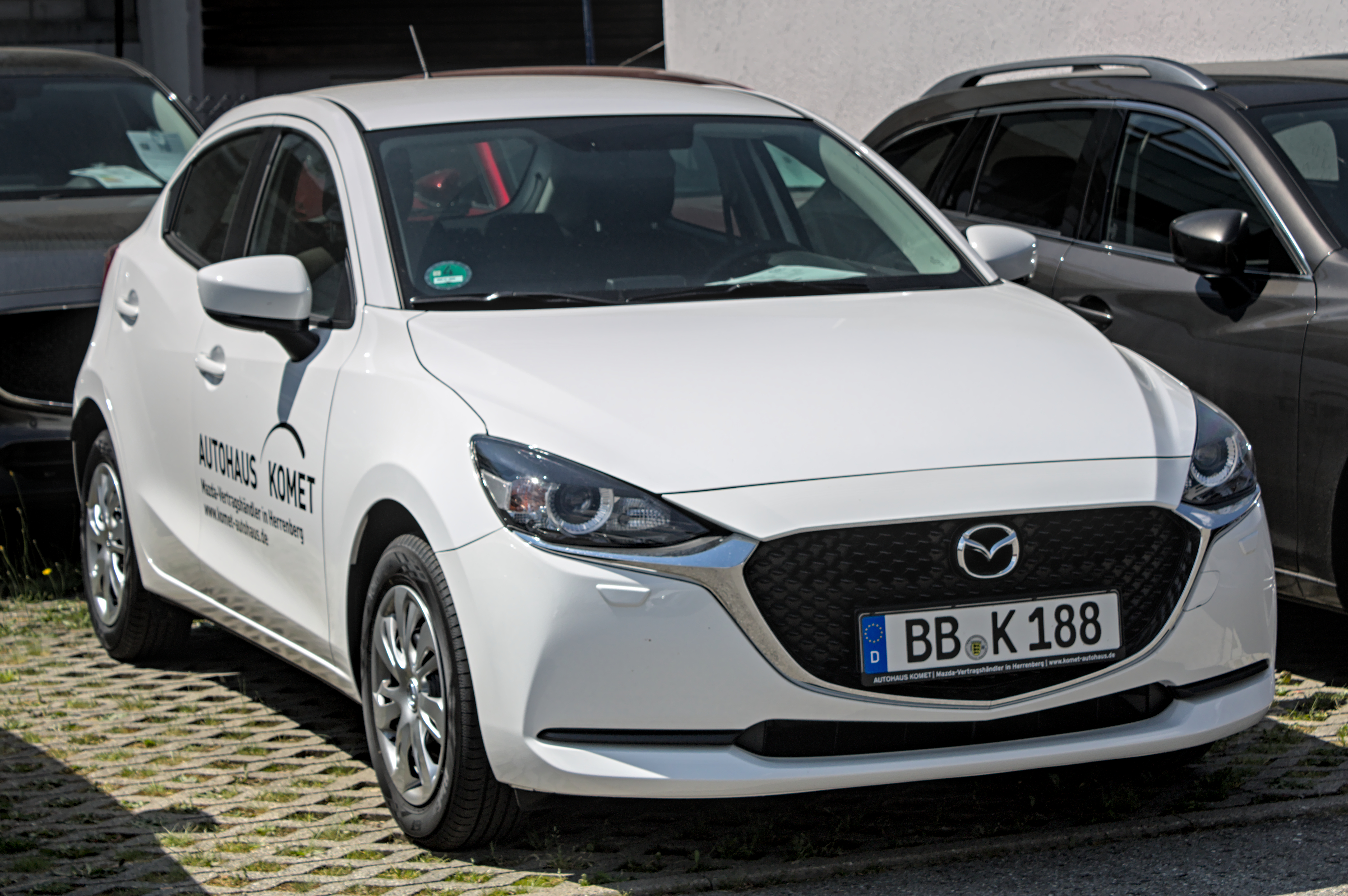

Четвёртое поколение было показано в 2014 году. Выпускается как в кузове хетчбэк, так и в кузове седан.

### Scion iA/Toyota Yaris iA/Toyota Yaris (Северная Америка)
Хотя Mazda2 производится в Северной Америке на заводе Mazda в Мексике, компания не продавала автомобиль в Канаде или США (за исключением Пуэрто-Рико). Вместо этого Mazda2 продавалась компанией Toyota Motor North America на этих рынках в период с 2015 по 2020 год.  Mazda 2 с новым брендом получила разные коды моделей, начинающиеся с DA, DB или DD.
В Канаде автомобиль всех годов выпуска продавался как Yaris Sedan.  В Мексике автомобиль продавался как Yaris R, наряду с более крупным и дешевым Yaris Sedán (вариант Vios, а затем Yaris Ativ ). Yaris R продавался в трех версиях.
В США седан продавался под несколькими названиями. В первом 2016 модельном году он продавался под молодежным брендом Toyota Scion как Scion iA, где это был единственный 4-дверный седан и единственная модель, которая не производилась в Японии и продавалась под этим брендом. После прекращения выпуска бренда Scion автомобиль был переименован в Toyota Yaris iA для моделей 2017 и 2018 годов.  В моделях 2019 и 2020 годов седан снова был переименован в Toyota Yaris Sedan.
При первом представлении, как и все автомобили Scion, iA имел только один уровень отделки салона (monospec) и предлагал покупателям только выбор цвета кузова и выбор между 6-ступенчатой механической и 6-ступенчатой автоматической коробкой передач .  В 2019 году с ребрендингом Yaris Sedan автомобиль подвергся незначительному фейслифтингу, а также были представлены уровни отделки салона L, LE и XLE с различными вариантами интерьера и экстерьера.
Вариант хэтчбека Mazda2 изначально не продавался компанией Toyota, которая вместо этого предлагала Yaris Liftback на базе Toyota Vitz (XP130) . После прекращения производства Vitz в октябре 2019 года в качестве модели 2020 года поступила в продажу модель Yaris Hatchback, созданная на базе Mazda2.
Экспорт седана и хэтчбека в США был остановлен в июне 2020 года из-за новых правил и низких продаж.  В июле он был отменен на канадском рынке.  Производство Yaris на базе Mazda2 также было прекращено в Мексике 27 августа 2020 года, в результате чего в качестве косвенной замены остались только импортированные из Таиланда Yaris серии XP150 и Yaris Sedán.

## Другие версии

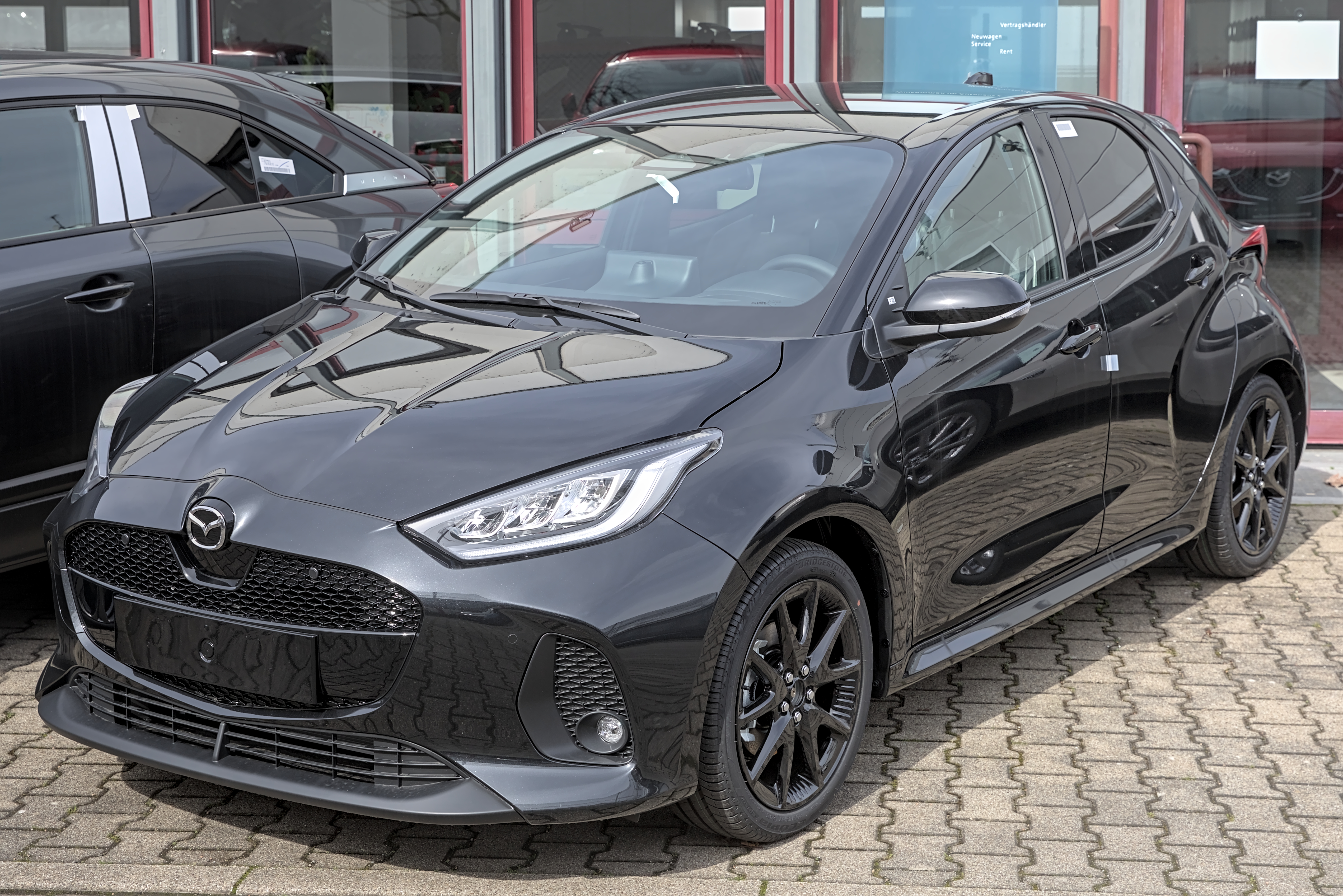
2024 Mazda2 (XP210)

### Модель на базе Toyota Yaris (XP210; 2022 г.)
Гибрид Mazda2 на базе Toyota Yaris Hybrid XP210 поступит в производство в декабре 2021 года и поступит в продажу в Европе с 2022 года вместе со старой моделью DJ с обычным бензиновым двигателем, построенной Mazda.